# 永嶋柊吾
永嶋 柊吾（ながしま しゅうご、1992年 6月12日 - ）は、日本の俳優である。
青年座映画放送株式会社所属。かつてはサンミュージックブレーンに所属していた。
福岡県出身。血液型 A型。身長176cm 体重50kg。

## 略歴
小学5年生の頃、母親がオーディションに応募した福岡県の市民ミュージカルで初めて舞台を踏む。2003年10月、舞台『鞍馬天狗…if』で芸能界デビュー。2004年サンミュージック新人タレントオーディション俳優部門入賞。
アニメ版エア・ギアにも出演した鎌苅健太と交友がある。ごくせんで共演した木戸邑弥や、バッテリーで共演した染谷将太、川村亮介、松川尚瑠輝なども度々互いのブログに登場している。
2012年3月31日を以て8年間所属したサンミュージックブレーンを離れたことをブログで報告。その後1年以上フリーの状態が続いていたが、2014年2月10日付で現在の事務所所属となった。

## 出演

### テレビドラマ
- 福岡発地域ドラマ いつか逢う街（2005年12月9日、NHK） - 野田徹 役
- ハッピィ★ボーイズ （2007年、テレビ東京） - 鶴岡こころ（イヴ） 役
- 愛の劇場 愛のうた! （2007年、TBS） - 勇樹 役
- ロス:タイム:ライフ 第三節「スキヤキ編」（2008年、フジテレビ） - 井原健一 役
- バッテリー （2008年、NHK） - 沢口文人 役
- ホームレス中学生 （2008年7月12日、フジテレビ） - 西平慶太 役
- ごくせん 卒業スペシャル'09 （2009年3月28日、日本テレビ）
- 侍戦隊シンケンジャー 第22幕（2009年7月25日、テレビ朝日） - 松宮義久 役
- ROMES/空港防御システム （2009年11月、NHK総合）
- コード・ブルー -ドクターヘリ緊急救命- 第8話（2010年3月1日、フジテレビ） - 岸田翼 役
- 月曜ゴールデン - TBS
  - 湯けむりバスツアー 桜庭さやかの事件簿 - 桜庭純平 役
    - 2「連続女子高生殺人〜復讐の鬼と化した父VS追う刑事!金沢・能登緊迫のバスツアーが哀しき家族の絆を救う」（2010年4月19日）
    - 3「別所・白骨信州秘湯を巡る旅で連続殺人が!ツアー客の中に犯人?狙われた娘の命…秘湯に響く母の叫び!」（2011年4月18日）
    - 4「〜佐渡島婚活ツアー〜ウェディングドレスが連続殺人をよぶ!打算復讐－愛を求めたはずの男女を襲った悲劇の結末は…!?」（2012年2月6日）
    - 6「熊野古道殺人伝説!! 探偵ガイドが見た死のバスツアー地獄行き!? 人魚が暴く千年の涙…史上最大のミステリー完結か!?」（2015年9月14日）
- 大切なことはすべて君が教えてくれた （2011年、フジテレビ） - 田口和孝 役
- 迷子 （2011年2月19日、NHK） - 菊池 役
- 仮面ライダーシリーズ（テレビ朝日）
  - 仮面ライダーフォーゼ 第23・24話（2012年2月） - 江口規夫 役
  - 仮面ライダードライブ 第37・38話（2015年7月） - 板垣祐 役
- 大河ドラマ 平清盛 （2012年、NHK） - 藤原基通 役
- 土曜ドラマ 55歳からのハローライフ 最終話（2014年7月12日、NHK） - 因藤考志 役
- 警視庁捜査一課9係 第8話（2014年8月27日、テレビ朝日） - 田中斗真 役
- プレミアムドラマ だから荒野 （2015年、 NHK BSプレミアム ）
- プレミアムよるドラマ その男、意識高い系。 （2015年3月3日 - NHK BSプレミアム） - 赤井一馬 役
- グッドモーニング・コール （2016年2月12日 - 6月10日 フジテレビオンデマンド、Netflix） - 光石 役[3]
- スーパーサラリーマン左江内氏 第3話（2017年1月28日、日本テレビ） - 助監督 役
- 法医学教室の事件ファイル43（2017年） - 石川光 役
- 風の市兵衛 （2018年） - 長介 役
- 刑事7人 （2018年8月8日） - 長田健太郎（回想・青年期） 役
- 相棒 season19 元日スペシャル 第11話 ｢オマエニツミハ｣ （2021年1月1日、テレビ朝日）- 鎌田弘明 役
- 最高のオバハン 中島ハルコ 第2話・最終話（2021年4月17日・5月29日、フジテレビ） - 三島隆行 役
- ごほうびごはん 第1話（2021年10月3日、BSテレ東） - ハンバーガー店の店長 役
- ペットにドはまりして、会社辞めました （2022年3月22日、NHK総合） - 青柳弥太郎 役[4]
- ロマンス暴風域 第3話 （2022年7月20日、MBS・TBS）- 二本松一 役
- 連続テレビ小説 おむすび （2025年、NHK） - 早坂拓斗 役

### 映画
- ごくせん THE MOVIE（2009年） - 藤田柊吾 役
- 仮面ライダーフォーゼ THE MOVIE みんなで宇宙キターッ! （2012年8月4日） - 江口規夫 役（友情出演）
- ニ十歳に還りたい。（2023年9月29日、日活）

### 舞台
- 福田健次座長公演「鞍馬天狗…if」（2003年10月）
- ミュージカル「One3」（2003年12月）
- 東宝ミュージカルサウンド・オブ・ミュージック （2004年5月）
- ミュージカル エア・ギア （2007年1月7日 - 14日・19日 - 21日） - アキト（アギト） 役
- ミュージカル エア・ギアvs.バッカス Super Range（2007年5月3日 - 5月8日） - アキト（アギト） 役
- メルシィ!僕ぅ?〜我が人生は薔薇色に〜（2007年6月26日 - 7月5日、14日 - 17日） - 翔太 役
- ケンコー全裸系水泳部 ウミショー （2007年8月2日 - 8日） - 沖浦要 役
- マリア・マグダレーナ来日公演「マグダラなマリア」〜マリアさんのMad (Apple) Tea Party〜（2008年11月12日 - 16日） - ハンス 役
- 真夏論―macron（2009年7月25日 - 8月2日）
- ミュージカル エア・ギアvs.BACCHUS Top Gear Remix（2010年4月9日 - 16日） - ジュリエット 役
- Be Withプロデュース 幸福の王子 （2010年8月7日 - 8日） - グレイ・サビル 役（Change CAST）
- マリア・マグダレーナ来日公演「マグダラなマリア」〜マリアさんのMad (Apple) Tea Party （Reprise! ）〜（2011年5月25日 - 6月5日)　- ハンス 役
- トライフルエンターテインメント「コカンセツ! 〜再演〜」（2011年9月21日 - 25日、天王洲銀河劇場 ）
- マリア・マグダレーナ来日特別公演「マグダライブ!!」（2012年6月18日 - 20日） - ハンス 役
- STAGE×12 VOL.5「エリア66=俺たちの場所」（2013年9月10日 - 14日、赤坂GENKI劇場）
- グレイスフルプロデュース「亜雌異人愚なグレイス」（2013年11月7日 - 24日、 AiiA Theater Tokyo ） - ハンス 役
- ミュージカル「ちぬの誓い」（2014年3月21日 - 31日、東京芸術劇場プレイハウス / 4月5日・6日、兵庫県立芸術文化センター阪急中ホール）
- 角角ストロガのフ第十回公演「時刑」（2014年4月25日 - 29日、吉祥寺シアター ）
- ねじリズム第7回本公演「泣いた雫を活かせ」（2014年11月2日 - 9日、OFF OFFシアター）
- 東京ハートブレイカーズ「スーパーエンタープライズ」（2015年4月29日 - 5月3日、吉祥寺STAR PINE’S CAFE）
- トーキョーハイライト「Nijyu」（2015年12月8日 - 13日、駅前劇場）
- トンマッコルへようこそ（2016年5月4日 - 8日、Zeppブルーシアター六本木 ） - サンサン 役
- 悪い芝居「春よ行くな、」（2016年9月22日 - 26日、京都芸術センター講堂 / 10月4日 - 10日、テアトルBONBON）
- 狂人なおもて往生をとぐ（2023年10月27日 - 11月1日、小劇場B1）[5]
- TAAC「静かにしないで」（2024年5月24日 - 6月2日、シアター711）[6]
- True Colors THEATER「坂道-長崎、79年目の夏」（2024年8月14日 - 18日、六行会ホール）[7]
- ヒラタオフィス＋TAAC「さえなければ」（2025年3月5日 - 12日、サンモールスタジオ）[8]

### アニメ
- デトロイト・メタル・シティ OVA（2008年） - 佐治秀紀 役

### CM
- NTT西日本 - フレッツ光
- Instagram

### MV
- NOMELON NOLEMON 「night draw」（2022年3月6日）

### ラジオドラマ
- 青春アドベンチャー（NHK-FM）
  - 『火星ダーク・バラード』（2024年2月12日 - 23日]）[9]
  - 『ストーリーボックス ザ・マネー』(1)(2)（2025年2月3日、4日）[10]

## 作品

### CD
- ハッピィ★ボーイズ イメージソングコレクションV「Day Break」鶴岡こころ（2007年5月23日）

### DVD
- ハッピィ★ボーイズ 純太＆こころの 〜幸せのメニューでございます、お嬢様。〜（2007年9月5日）